# Hamburg-Nord
El Districte d'Hamburg-Nord és un bezirk, una divisió administrativa típica de l'estat federal alemany d'Hamburg. Al 31 de desembre del 2014 tenia 294.479 (+ 5957 des d'octubre 2010) habitants. Té tretze barris o Stadtteile.

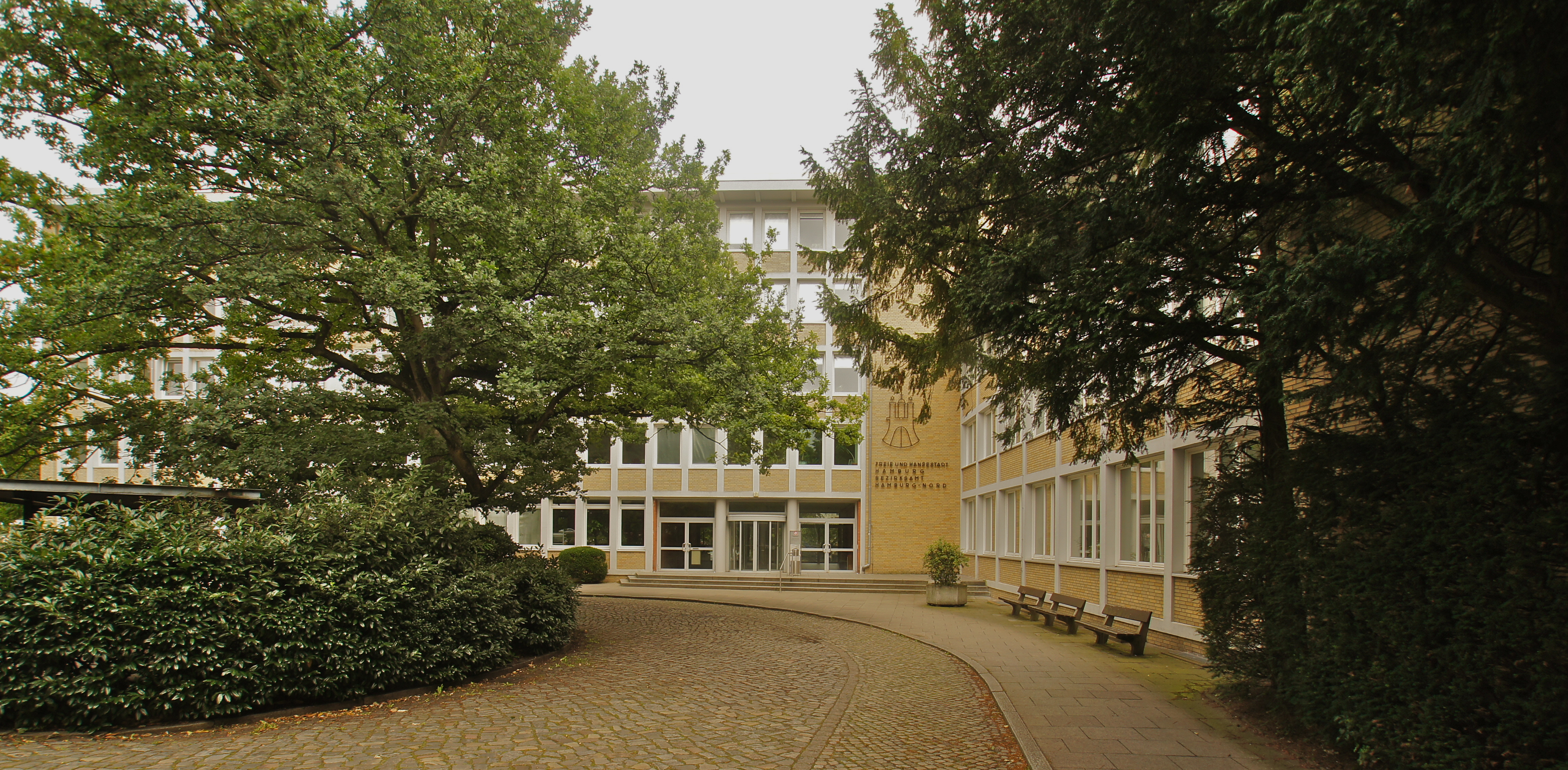
La seu administrativa a Eppendorf

| Barri        | Superfície | habitants (1 de gener del 2014) | any d'incor- poració |
| ------------ | ---------- | ------------------------------- | -------------------- |
| Eppendorf    | 2,7 km²    | 23.455                          | 1140                 |
| Hoheluft-Ost | 0,6 km²    | 9311                            | 1140                 |
| Winterhude   | 7,6 km²    | 50.845                          | 1323                 |
| Alsterdorf   | 3,1 km²    | 13.6527                         | 1803                 |
| Fuhlsbüttel  | 6,6 km²    | 12.135                          | 1358                 |
| Groß Borstel | 4,5 km²    | 7.969                           | 1325                 |
| Langenhorn   | 13,8 km²   | 41.802                          | 1332                 |
| Ohlsdorf     | 7,2 km²    | 15.154                          | 1303                 |
| Barmbek-Süd  | 3,1 km²    | 31.360                          | 1350                 |
| Barmbek-Nord | 3,9 km²    | 39.277                          | 1350                 |
| Dulsberg     | 1,2 km²    | 17.340                          | 1350                 |
| Hohenfelde   | 1,1 km²    | 9.169                           | 1256                 |
| Uhlenhorst   | 2,2 km²    | 16.124                          | 1256                 |

## Història

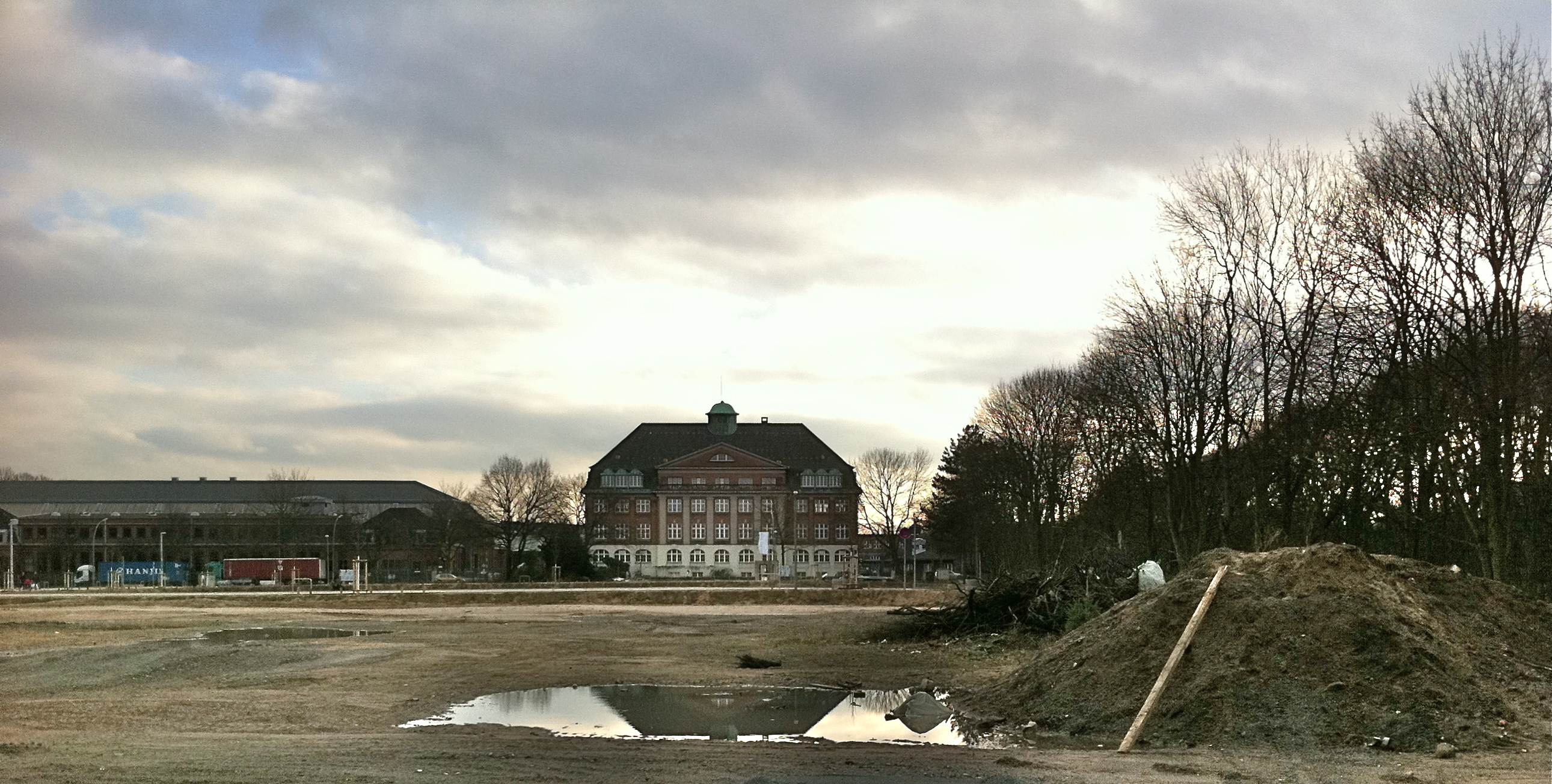
El terra de l'antiga estació de mercaderies

Hamburg-Nord i Hamburg-Mitte són els dos districtes dels quals quasi tot el territori pertany a la ciutat hanseàtica o a institucions religioses hamburgueses des de l'alta edat mitjana. Situat a ambdues ribes de l'Alster del qual tot el curs era una possessió de la ciutat, aquest territori tenia un paper estratègic per al comerç i per als molins d'aigua.

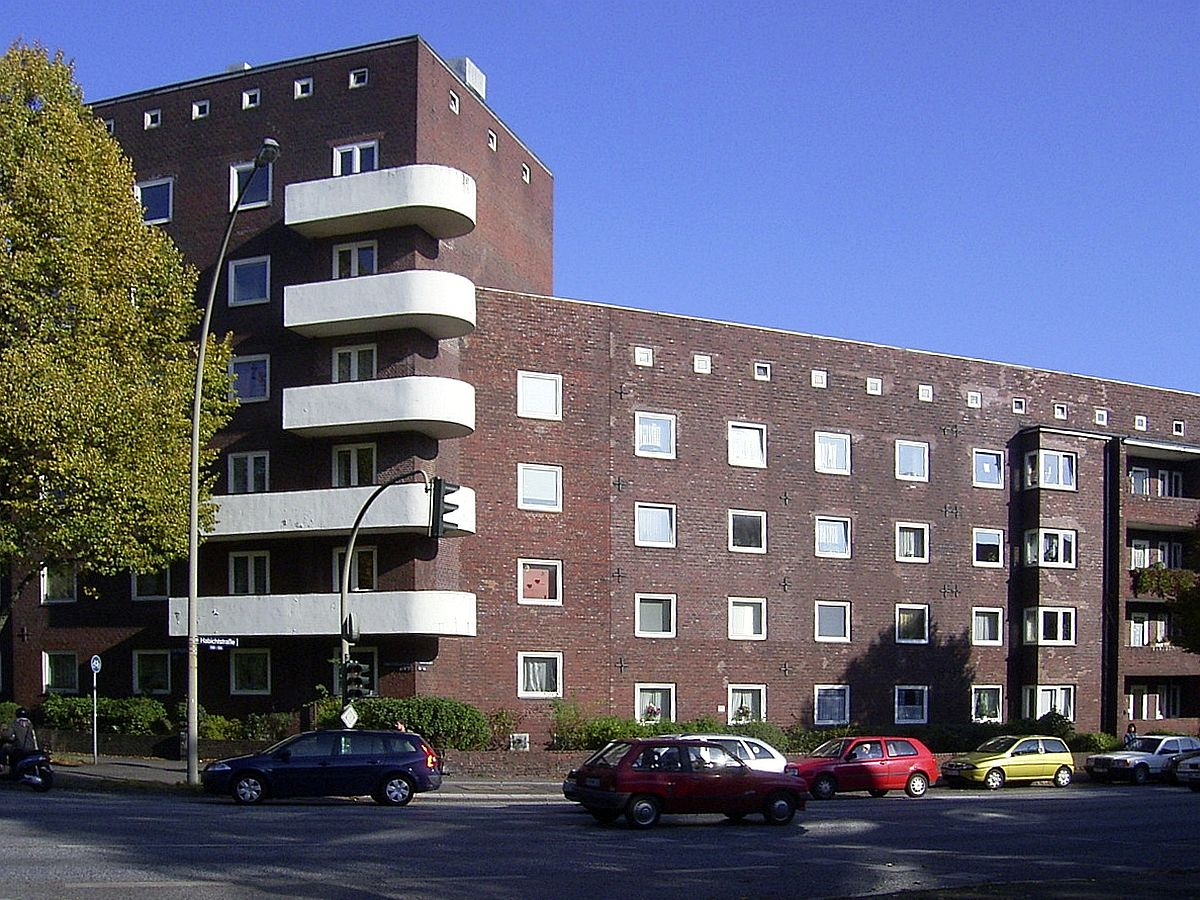
Pisos del 1927-29 a Barmbek

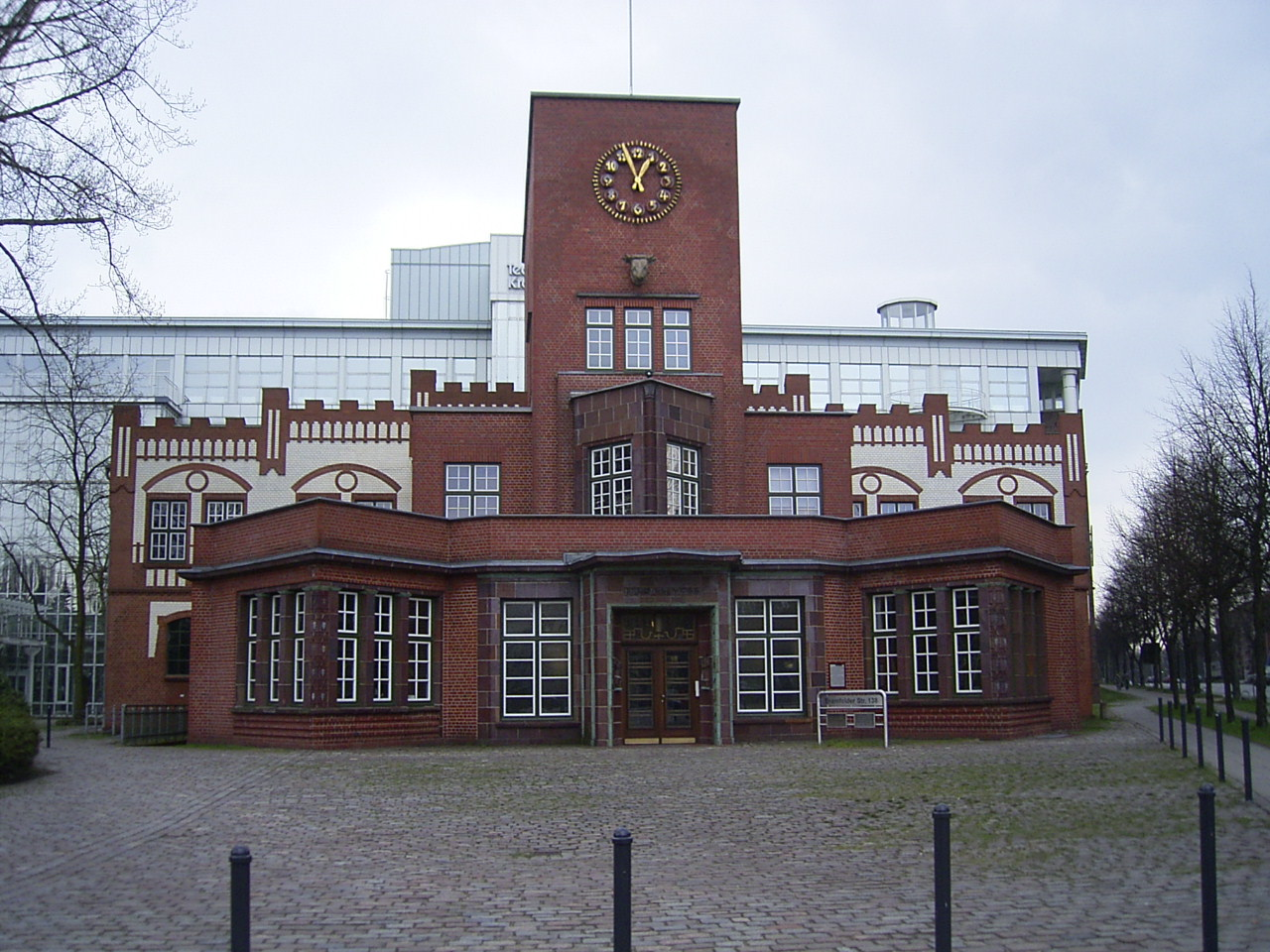
Entrada de l'antiga fàbrica de margarina Voss

Eppendorf (i els barris més recents Hoheluft-Ost i Hoheluft-West) era una possessió del capítol des de 1140. El 1323, la casa de Schauenburg va empenyorar Winterhude a un ric comerciant hamburguès que va obtenir-ne la plena possessió més tard. La casa de Holstein cedí Hohenfelde (1256) i Barmbek amb Dulsberg (1350) al monestir hamburguès del Sant Esperit. La ciutat va comprar Fuhlsbüttel el 1358. El monestir de Harvestehude va comprar Gross Borstel el 1325. El 1303, els Holstein van vendre Ohlsdorf a una família notable d'Hamburg que el 1363 l'ha venut al monestir de Sant Joan. El 1283 Langenhorn, el barri més llarg tenia només sis masies, quan el seu propietari, el monestir de Reinfeld va vendre'l a la casa de Holstein, que el 1332 va tornar a vendre'l a la mateixa família que ja tenia Ohlsdorf. El 1803, finalment, el monestir de Sant Joan va bescanviar Bilsen, un poble seu exclavat, contra Alsterdorf que era fins aleshores era un enclavat danès.
Tots aquests pobles molt rurals eren poc poblats, fins que al segle xix a poc a poc van urbanitzar-se. La canalització de l'Osterbek, del Goldbek i del Wandse va connectar el barri de Barmbek amb el port d'Hamburg. La nova infraestructura va atreure molta indústria pesant. L'estació de mercaderies (avui desapareguda) va accelerar la industrialització. Per l'excavació dels canals del Goldbek, Rondeelkanal, Mühlenkampkanal Hofwegkanal i l'Uhlenhorster Kanal els prats molls a l'entorn del llac de l'Alster van assecar-se i transformar-se en quarters de vil·les avui com antany molt elegants. El llit de l'Alster va ser canalitzat i transformat en lloc de passeig. Els antics meandres van ser excavats, per a obtenir terres per a alçar les parcel·les, i transformats en canals de lleure (Leinpfadkanal, Inselkanal i Brabandkanal) que donaven a les cases noves un valor afegit considerable en donar des del patí un accés directe a l'aigua per a barques i canoes. La construcció de la línia de metro U1 el 1906 vers Ohlsdorf i més tard vers Ochsenzoll, va permetre als propietaris de valorar considerablement les terres més allunyades del centre de la ciutat creixent.
Tot i això, els urbanitzadors del segle xix van mantenir moltes zones verdes: el Stadtpark (148 ha) el cementiri d'Ohlsdorf (391 ha), el més llarg del món i les valls de l'Alster i del Tarpenbek. Té tres parcs naturals: el Raakmoor, el Rothsteinmoor i l'Eppendorfer Moor.

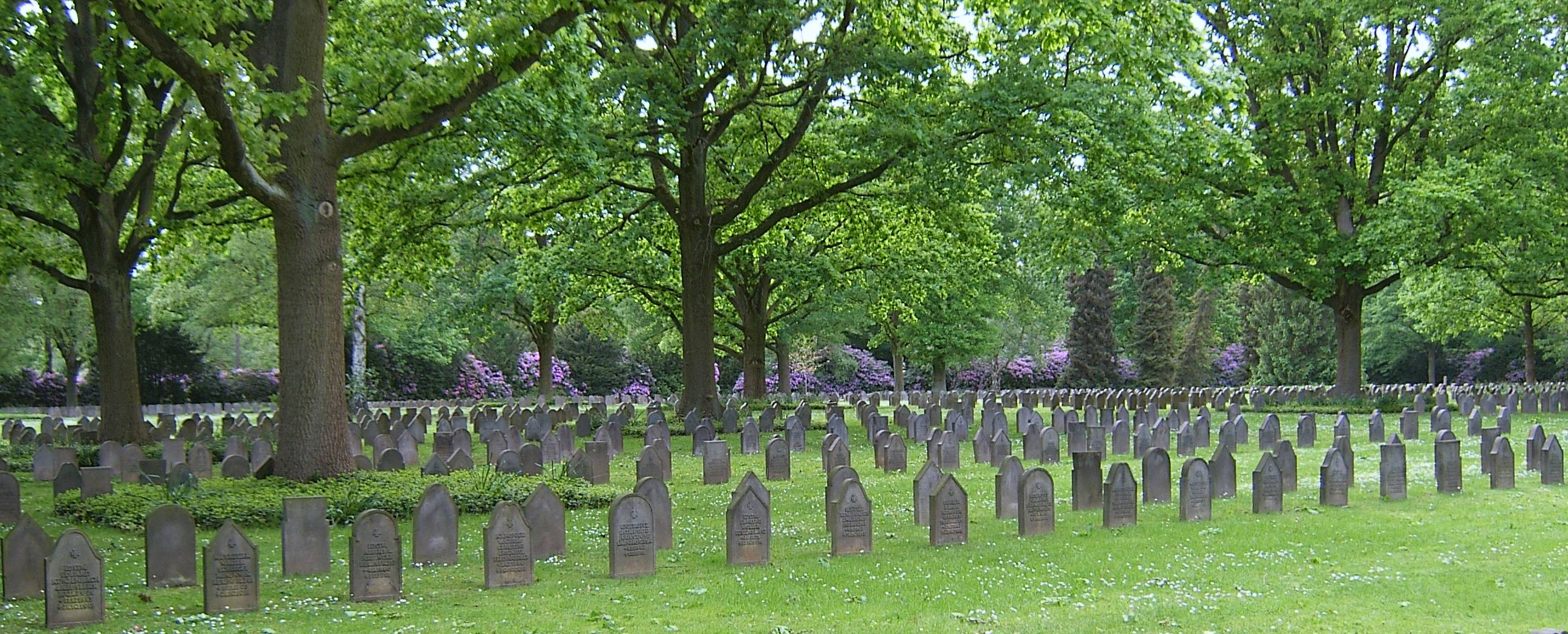
El cementiri d'Ohlsdorf
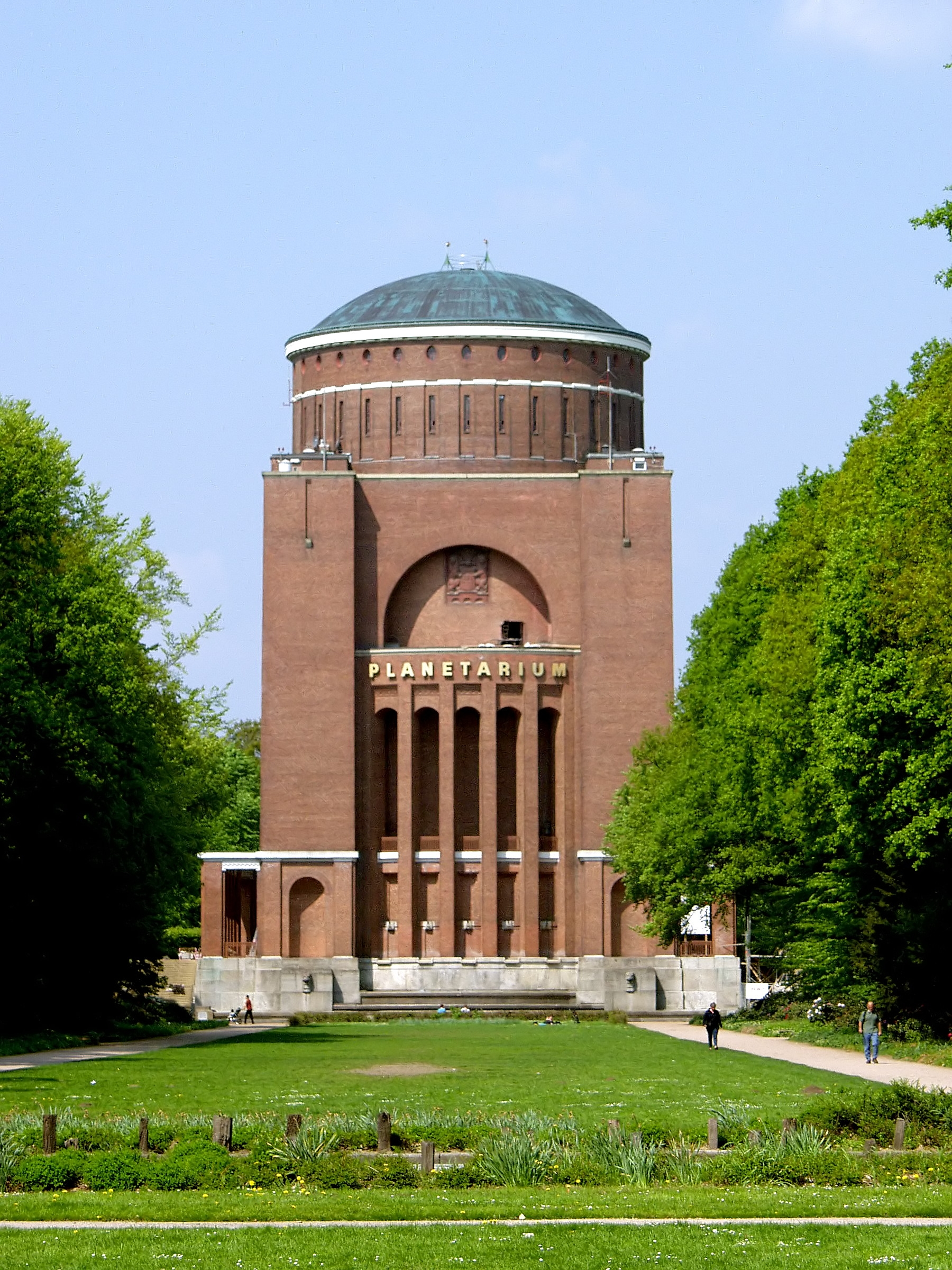
El Planetarium en una antiga torre d'aigua dissenyat per l'arquitecte Fritz Schumacher
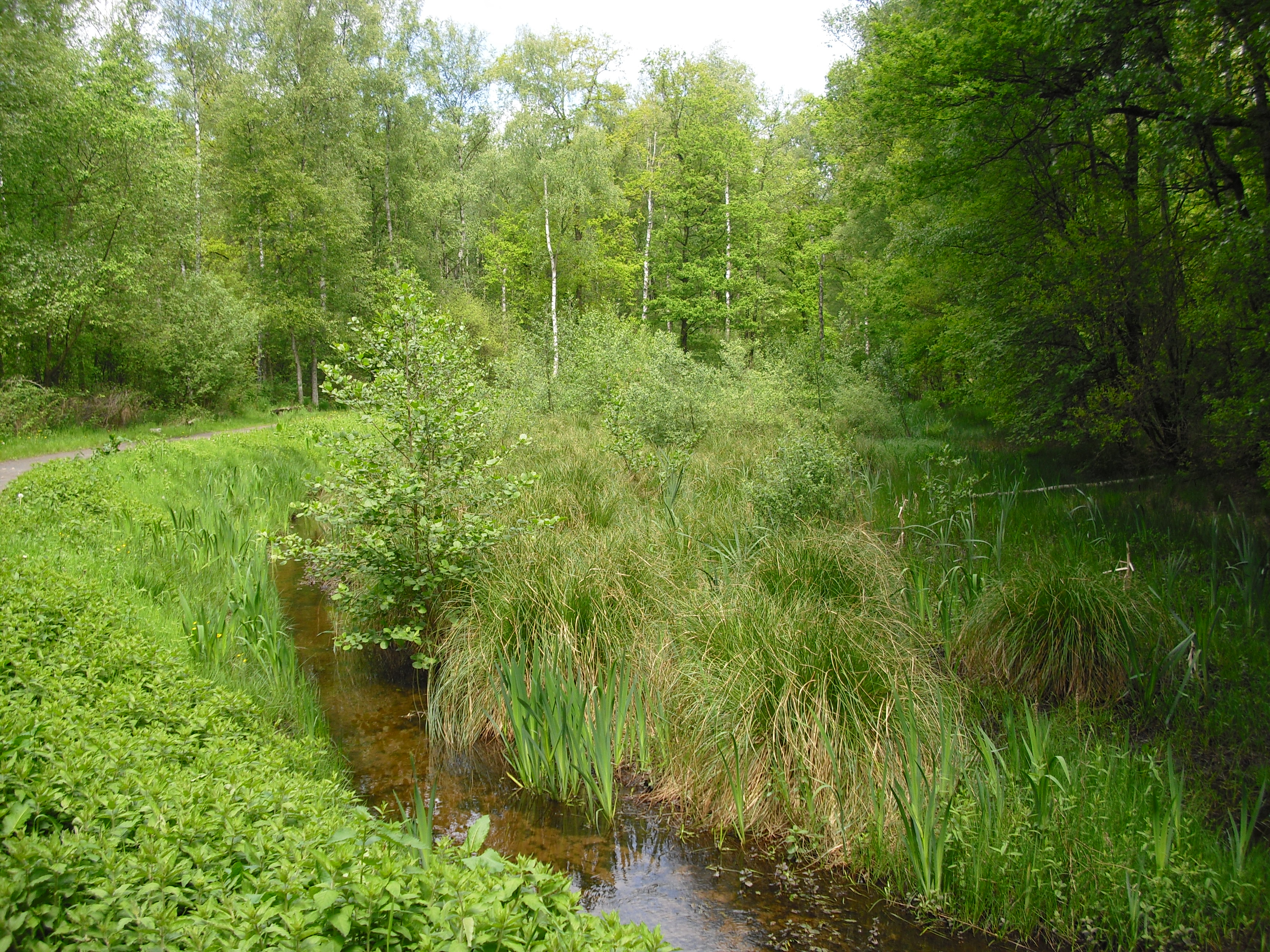
El Raakmoorgraben a Langenhorn
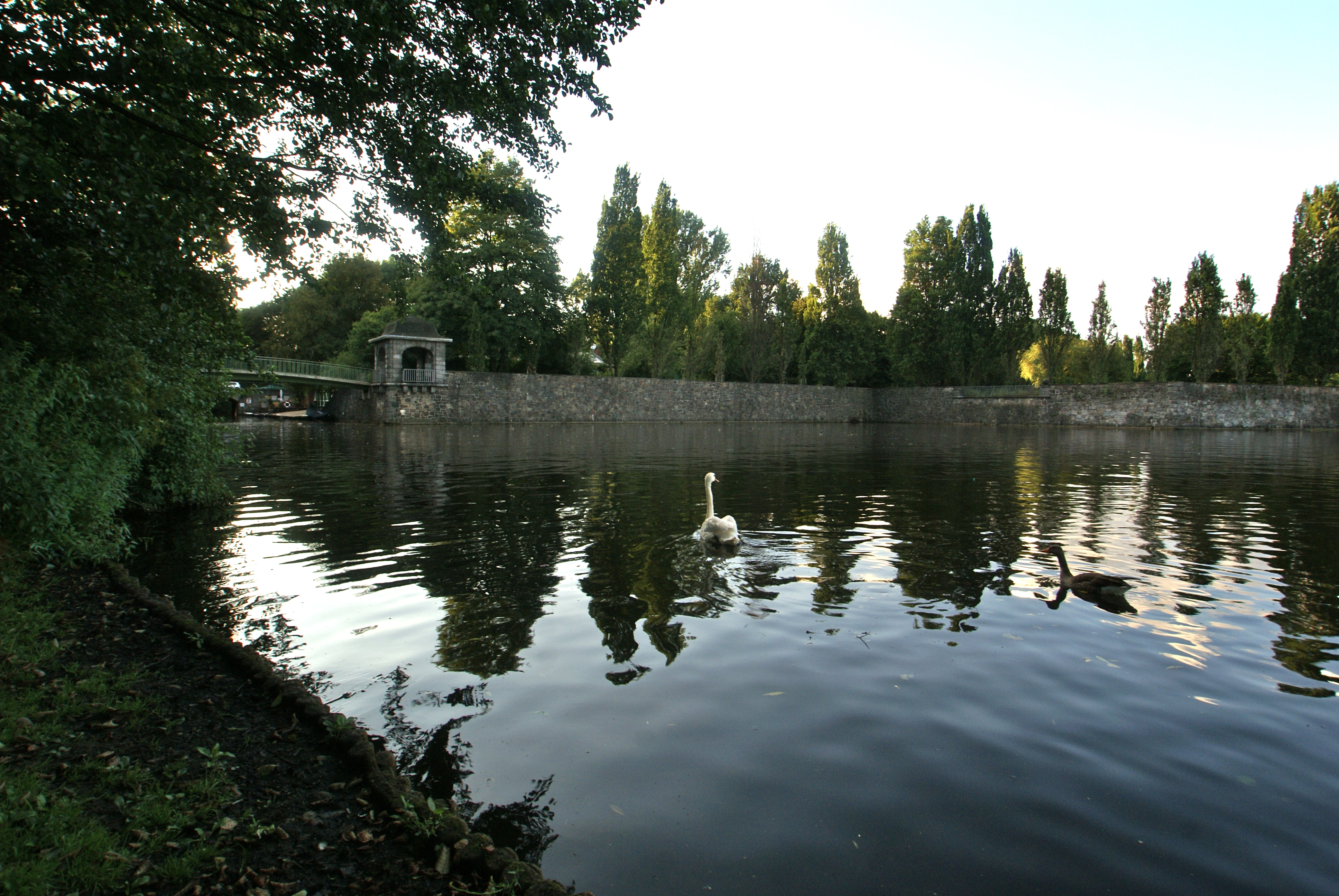
Aiguabarreig del Tarpenbek i de l'Alster

A poc a poc, amb l'augmentació de la capacitat dels vaixells i sobretot amb l'aparició dels contenidors la indústria va desplaçar-se vers les dàrsenes al port nou a l'altra riba de l'Elba. Uns edificis industrials van transformar-se en museu (el Museu del Treball) o en centres culturals, com el Kampnagel, el Goldbekhaus o el Planetarium. El terra de l'antiga estació abandonat a la fi del segle XX al marg del Barmbeker Stichkanal s'està transformant en un «quarter d'habitació sense cotxe» amb uns cinc-cents pisos moderns.